# Battaglia di Herat (1729)
La battaglia di Herat fu uno scontro combattuto tra le forze persiane dell'Impero safavide capeggiate dallo scià Nadir e quelle afghane abdalidi capeggiate da Allahyar Khan, come parte della cosiddetta campagna di Herat.
Dopo il disastro della recente campagna militare contro Nadir, gli abdalidi di Herat capeggiati da Allahyar Khan si trovarono di fronte allo scontro finale coi persiani. La prima mossa degli afghani fu quella ancora una volta di muovere una pesante carica di cavalleria che però venne stroncata ancora una volta dalla linea di moschettieri persiani supportati dalla cavalleria leggera che diedero prova di essere particolarmente efficaci. Allahyar Khan venne costretto a ritirarsi con la sua artiglieria dietro le mura della città di Herat con la speranza di fronteggiare adeguatamente l'imminente assedio. Un intenso bombardamento della città ad opera dei persiani venne portato a compimento con cannoni e mortai pesanti che riuscirono a battere le deboli difese cittadine. Dopo essersi consultato coi suoi consiglieri, Allahyar Khan si convinse dell'inutilità di opporre ulteriore resistenza. Venne quindi chiesta la pace e gli abdalidi si accordarono per giurare fedeltà a Tahmasp II come legittimo sovrano di Persia e di Herat. Con quest'ultimo scontro gli abdalidi vennero definitivamente sottomessi e sottoposti al potere persiano.